# Rejon szumski
Rejon szumski – były rejon obwodu tarnopolskiego Ukrainy.
Został utworzony w 1940 r., jego powierzchnia wynosiła 838 km², a ludność rejonu liczyła 36 500 osób.
Na terenie rejonu znajdowały się: 1 miejska rada i 32 silskie rady, obejmujących w sumie 60 miejscowości. Siedzibą władz rejonowych był Szumsk.

## Spis miejscowości
- Andruszówka[1] (Андрушівка)
- Antonowce (Антонівці)
- Baszkowce (Башківці)
- Bołożówka (Боложівка)
- Borki (Бірки)
- Bryków (Бриків)
- Bykowce (Биківці)
- Cecyniówka (Цеценівка)
- Chodaki (Ходаки)
- Dederkały Małe (Малі Дедеркали)
- Dederkały Wielkie (Великі Дедеркали)
- Hryńkowce (Гриньківці)
- Huta Ruska (Руська Гута)
- Iłowica Duża (Велика Іловиця)
- Iłowica Mała (Мала Іловиця)
- Konowica (Коновиця)
- Kordyszów (Кордишів)
- Kruholec (Круголець)
- Kudłajówka (Кудлаївка)
- Kutjanka[2] (Кутянка)
- Kuty (Кути)
- Litowiszcze (Літовище)
- Ludwiszcze (Людвище)
- Matwijowce (Матвіївці)
- Miziuryńce (Мізюринці)
- Myrowe[3] (Мирове)
- Nowosiółki (Новосілка)
- Nowystaw (Новостав)
- Obycz (Обич)
- Oderadówka (Одерадівка)
- Onyszkowce (Онишківці)
- Peremorówka (Переморівка)
- Piszczatyńce (Піщатинці)
- Podhajce (Підгайці)
- Potuturów (Потуторів)
- Rachmanów (Рохманів)
- Radoszówka (Радошівка)
- Sadeczki Małe (Малі Садки)
- Sadki (Садки)
- Sosnówka (Соснівка)
- Soszyszcze (Сошище)
- Stożek (Стіжок)
- Suraż (Сураж)
- Szkrobotówka (Шкроботівка)
- Szumbar (Шумбар)
- Szumsk (Шумськ)
- Temnohajce (Темногайці)
- Tetylkowce (Тетильківці)
- Tury (Тури)
- Tylawka (Тилявка)
- Uhorsk (Угорськ)
- Waśkowce (Васьківці)
- Werbica (Вербиця)
- Wilja (Вілія)
- Wołkowce (Вовківці)
- Zabara (Забара)
- Zahajce Małe (Малі Загайці)
- Zahajce Wielkie (Великі Загайці)
- Zaleśce (Залісці)
- Załuże (Залужжя)
- Żołobki (Жолобки)